# Sonata per a piano núm. 6 (Mozart)
La Sonata per a piano núm. 6 en re major, K. 284 (205b), també anomenada Sonata Dürnitz, és una obra de Wolfgang Amadeus Mozart composta a Múnic l'any 1775. És la primera que porta explícita la indicació "per a piano".
Va ser escrita a Múnic gràcies a una invitació del Baró Dürnitz, un fagotista aficionat i teclista que no va poder pagar la feina. Es pot considerar com la primera sonata realment mozartiana. És una obra especialment rellevant dins el catàleg d'obres de l'autor perquè assenyala la transició definitiva cap pot copsar la personalitat de Mozart, potent i vigorosa des de les primeres notes.

## Estructura
Consta de tres moviments:
1. Allegro
2. Andante (Rondeau i polonesa)
3. Tema amb variacions

El primer temps encara conserva alguna semblança formal amb les sonates anteriors però els altres dos s'allunyen de manera clara. L'Andante, titulat Rondeau i polonaise, es va inspirar en els costums dels músics francesos de l'època. La polonesa era, en la França d'aquell temps, un gènere "nacional" amb el qual els compositors intentaven retre homenatge a la reina Maria Leszczyńska. Aquest Rondó, tot i conservar les qualitats melòdiques de Mozart, es caracteritza per una abundant ornamentació que amaga l'emoció de la peça. El final és un gran tema variat en el qual Mozart s'inspira en composicions anàlogues de Johann Gottfried Eckard i Leontzi Honauer però eleva el nivell de les variacions a unes dimensions desconegudes per l'època.